# Perittia tantilla
Perittia tantilla – gatunek motyli z rodziny Elachistidae.
Gatunek ten opisali w 2009 roku Virginijus Sruoga i Jurate De Prins na podstawie pojedynczego samca.
Motyl ten ma na czole łuski białe, białe z brązowawymi końcami i brązowe. Łuski na ciemieniu i szyi są żółtawobiałe, niektóre z brązowawymi szczytami. Łuski na trzonkach czułków są brudnobiałe z brązowawymi wierzchołkami, zaś na ich biczykach ochrowe. Łuski porastające tułów i tegule są brązowawoszare, niektóre ciemno zakończone. Przednie skrzydła mają rozpiętość 5,3 mm, ubarwione są szarawobrązowo z dwoma żółtawobiałymi kropkami na wierzchu każdego z nich. Łuski na strzępinie skrzydeł przednich brązowawoszare, część z czarniawobrązowymi końcówkami. Skrzydła tylne wraz ze strzępinami mają kolor beżowoszary. Narządy rozrodcze samca cechują: krótki unkus, dobrze rozwinięte i zaokrąglone na wierzchołkach płaty juksty, krótki i wąski kukulus oraz wezyka z czterema cierniami i licznymi, drobnymi kolcami.
Owad afrotropikalny, znany tylko z lasu Kakamega w Kenii.